# Campionati mondiali di ginnastica artistica 2014 - Sbarra
La finale ad attrezzo alla sbarra ai Campionati Mondiali 2014 si è svolta alla Guangxi Gymnasium di Nanning, Cina, il 12 ottobre 2014.

## Podio
| Oro                         | Argento                 | Bronzo                |
| Epke Zonderland Paesi Bassi | Kōhei Uchimura Giappone | Marijo Moznik Croazia |

## Qualificazioni
| Pos. | Ginnasta                      | Totale | Qual. |
| ---- | ----------------------------- | ------ | ----- |
| 1    | Epke Zonderland               | 15.600 | Q     |
| 2    | Kōhei Uchimura                | 15.200 | Q     |
| 3    | Zhang Chenglong               | 15.166 | Q     |
| 4    | Nikolai Kuksenkov             | 15.133 | Q     |
| 5    | Marijo Moznik                 | 15.000 | Q     |
| 6    | Nile Wilson                   | 14.900 | Q     |
| 7    | David Beljavskij              | 14.866 | Q     |
| 8    | Jossimar Orlando Calvo Moreno | 14.866 | Q     |
| 9    | Kristian Thomas               | 14.800 | R1    |
| 10   | Oleg Verniaiev                | 14.766 | R2    |
| 11   | Kristof Schroe                | 14.733 | R3    |

## Classifica
| Rank    | Gymnast                       | D Score | E Score | Pen. | Total  |
| ------- | ----------------------------- | ------- | ------- | ---- | ------ |
| Oro     | Epke Zonderland               | 7.700   | 8.525   | —    | 16.225 |
| Argento | Kōhei Uchimura                | 7.200   | 8.525   | —    | 15.725 |
| Bronzo  | Marijo Moznik                 | 6.700   | 8.300   | —    | 15.000 |
| 4       | Nile Wilson                   | 6.200   | 8.566   | —    | 14.766 |
| 5       | David Beljavskij              | 6.400   | 8.333   | —    | 14.733 |
| 6       | Nikolai Kuksenkov             | 6.900   | 7.633   | —    | 14.533 |
| 7       | Chenglong Zhang               | 7.400   | 6.966   | —    | 14.366 |
| 8       | Jossimar Orlando Calvo Moreno | 6.700   | 6.600   | —    | 13.300 |